# 브라이드고래
브라이드고래(영어: Bryde's whale)는 수염고래과에 속하는 종 중에서 알려진 바가 가장 적은 종이다. 멸치고래라고도 한다. 에덴고래와 함께 "브라이드고래 복합군(Bryde's whale complex)"을 형성한다. "복합군"은 결정적인 정보와 연구가 부족하여 분류가 불분명하고, 하나의 속에 속하는 유사한 종의 무리를 의미한다, 대개 브라이드고래(Balaenoptera brydei, Olsen, 1913)가 더 크고 전세계의 따뜻한 온대 및 열대 수역에서 발견되는 것에 비해 에덴고래(B. edeni, Anderson, 1879)는 좀더 작고 인도-태평양에 제한적으로 분포한다. 수염고래에 속하며 몸길이는 최장 16.5m 몸무게는 최대 40톤을 넘지 않는다. 다른 고래에 비해 열대 및 온대해양을 선호하며, 연안에서 주로 서식한다. 고래수염이 있어 다른 수염고래들이 할 수 있는 것처럼 먹이를 잡을 수 있으며, 주식은 사실상 물고기뿐이다.
노르웨이의 포경업자인 요한 브뤼데가 1908년에 남아프리카공화국에서 발견했는데, 여기서 종의 이름이 유래한다. 이들의 주식은 군집하는 청어나 멸치 등이다. 전 세계의 열대, 아열대 해양에 분포하며, 작은 종은 서태평양과 동남아시아에서 찾아볼 수 있다.

## 같이 보기
- 고래류의 종 목록
- 해양생물학